# 28 سبتمبر
- السبت
- الأحد
- الاثنين
- الثلاثاء
- الأربعاء
- الخميس
- الجمعة

- 307 ربيع الأول 1447  هـ
- 318 ربيع الأول 1447  هـ
- 19 ربيع الأول 1447  هـ
- 210 ربيع الأول 1447  هـ
- 311 ربيع الأول 1447  هـ
- 412 ربيع الأول 1447  هـ
- 513 ربيع الأول 1447  هـ
- 614 ربيع الأول 1447  هـ
- 715 ربيع الأول 1447  هـ
- 816 ربيع الأول 1447  هـ
- 917 ربيع الأول 1447  هـ
- 1018 ربيع الأول 1447  هـ
- 1119 ربيع الأول 1447  هـ
- 1220 ربيع الأول 1447  هـ
- 1321 ربيع الأول 1447  هـ
- 1422 ربيع الأول 1447  هـ
- 1523 ربيع الأول 1447  هـ
- 1624 ربيع الأول 1447  هـ
- 1725 ربيع الأول 1447  هـ
- 1826 ربيع الأول 1447  هـ
- 1927 ربيع الأول 1447  هـ
- 2028 ربيع الأول 1447  هـ
- 2129 ربيع الأول 1447  هـ
- 2230 ربيع الأول 1447  هـ
- 231 ربيع الآخر 1447  هـ
- 242 ربيع الآخر 1447  هـ
- 253 ربيع الآخر 1447  هـ
- 264 ربيع الآخر 1447  هـ
- 275 ربيع الآخر 1447  هـ
- 286 ربيع الآخر 1447  هـ
- 297 ربيع الآخر 1447  هـ
- 308 ربيع الآخر 1447  هـ
- 19 ربيع الآخر 1447  هـ
- 210 ربيع الآخر 1447  هـ
- 311 ربيع الآخر 1447  هـ

28 سبتمبر أو 28 أيلول أو يوم 28 \ 9 (اليوم الثامن والعشرون من الشهر التاسع) هو اليوم الحادي والسبعون بعد المئتين (271) من السنوات البسيطة، أو اليوم الثاني والسبعون بعد المئتين (272) من السنوات الكبيسة وفقًا للتقويم الميلادي الغربي (الغريغوري). يبقى بعده 94 يوما لانتهاء السنة.

## أحداث
- 48 ق.م. - اغتيال بومبيوس الكبير بعد هبوطه إلى مصر بأمر من بطليموس الثالث عشر.
- 1238 - توقيع معاهدة لتسليم مدينة بلنسية لمملكة أراجون المسيحية في الأندلس بعد حصار شديد للمدينة.
- 1542 - المستكشف البرتغالي جواو رودريغيز كابريلو يصل إلى ما يسمى اليوم سان دييغو، كاليفورنيا.
- 1538 - حدوث معركة بروزة بالقرب من ميناء بريفيزا غربي اليونان، وانتصر فيها الأسطول العثماني على تحالف الرابطة المقدسة الصليبي الذي نظمه البابا بولس الثالث.
- 1567 - لويس، أمير كوندي يغزو قلعة مونسو بري بالقرب من مو من أجل إلقاء القبض على شخص تشارلز التاسع ملك فرنسا، في إطار مفاجأة مو.
- 1939 – بداية الهجوم الألماني على الدول الإسكندنافية في إطار الحرب العالمية الثانية.
- 1950 - انضمام إندونيسيا للأمم المتحدة.
- 1960 - انضمام كلًا من مالي والسنغال للأمم المتحدة.
- 1961 - سوريا تعلن انفصالها عن الجمهورية العربية المتحدة إثر انقلاب عسكري قاده عبد الكريم النحلاوي.
- 1970 - محمد أنور السادات يتسلم رئاسة مصر بعد وفاة الرئيس جمال عبد الناصر وذلك كونه يتولى منصب نائب الرئيس.
- 1995 - توقيع «اتفاقية طابا» في واشنطن بين الطرفين الفلسطيني والإسرائيلي وذلك ضمن اتفاق إعلان المبادئ.
- 1999 - انتهاء غزو داغستان بنصر روسي.
- 2000 - بداية الانتفاضة الفلسطينية الثانية بعد دخول وزير الدفاع الإسرائيلي أرئيل شارون لحرم المسجد الأقصى.
- 2010 - الحكم بالسجن 15 عاما على رجل الأعمال المصري هشام طلعت مصطفى لتورطه في التحريض على مقتل المغنية اللبنانية سوزان تميم في دبي عام 2008 بعد أن حكم عليه بالإعدام.
- 2015 - ظاهرة خسوف القمر الدامي تُشاهَد في أغلب أقطار أفريقيا وأوروبا وأمريكا وغرب آسيا.
- 2017 - المحكمة العسكريَّة اللُبنانيَّة تُصدر حُكمًا بالإعدام على الشيخ أحمد الأسير الحسيني، بعد إدانته بِقضيَّة المُواجهة العسكريَّة مع الجيش اللُبناني، وبسجن المطرب السابق فضل شاكر لمدة 15 سنة.
- 2020 - عدد الوفيات المؤكدة بجائحة كورونا يتخطّى حاجز المليون حالة وفاة بعد إصابة 33 مليون شخص حول العالم، من بينهم 23 مليون حالة تماثلت للشفاء.

## مواليد
- 551 ق.م - كونفوشيوس، فيلسوف صيني.
- 1136 - أبو زكريا التكريتي، فقيه شافعي وقاضي ولغوي وشاعر عربي عراقي.
- 1571 - كارافاجيو، رسام إيطالي.
- 1841 - جورج كليمانصو، رئيس وزراء فرنسي.
- 1852 - هنري مواسان، صيدلي فرنسي حاصل على جائزة نوبل في الكيمياء عام 1906.
- 1867 - هيرانوما كيتشيرو، رئيس وزراء ياباني.
- 1898 - كارل كلاوبيرغ، طبيب نازي اتسم ببشاعة تجاربه في معسكرات الاعتقال النازية.
- 1934 - بريجيت باردو، ممثلة فرنسية.
- 1935 - صالح الفوزان، رجل دين سعودي.
- 1936 - نبيل المالح، مخرج ومنتج سينمائي سوري.
- 1938 - بن إي كينغ، مغني أمريكي.
- 1945 - فوساكو شيغينوبو زعيمة الجيش الأحمر الياباني.
- 1947 - شيخة حسينة واجد، رئيسة وزراء بنغلاديش.
- 1963 - علاء ولي الدين، ممثل مصري.
- 1964 - خالد يوسف، مخرج مصري.
- 1965 - عبد الله العامر، ممثل ومنتج ومؤلف سعودي.
- 1968 - نعومي واتس، ممثلة إنجليزية.
- 1970 - سعيد شيبة، لاعب كرة قدم مغربي.
- 1975 - محمد شلية الجهني، لاعب كرة قدم سعودي.
- 1976 -
  - حبيبة، ممثلة مصرية.
  - علي عبد الرضا، لاعب كرة قدم كويتي.
- 1978 - اوزغو نامال، ممثلة تركية.
- 1982 -
  - نواف المطيري، لاعب كرة قدم كويتي.
  - رانبير كابور، ممثل هندي.
  - أليكساندر أنيوكوف، لاعب كرة قدم روسي.
- 1983 -
  - عبد الله بهمن، ممثل كويتي.
  - هادي الشيباني، مذيع سعودي.
- 1986 - أندريس غواردادو، لاعب كرة قدم مكسيكي.
- 1987 - هيلاري داف، ممثلة ومغنية أمريكية.
- 1988 - مارين سيليتش، لاعب كرة مضرب كرواتي.
- 1989 - مارك راندال، لاعب كرة قدم إنجليزي.

## وفيات
- 1895 - لوي باستير، عالم أحياء دقيقة وكيمياء وفيزياء فرنسي.
- 1921 ـ أوسكار بانيتسا، أديب وكاتب ساخر وناشر ألماني.
- 1927 - فيلم أينتهوفن، طبيب هولندي حاصل على جائزة نوبل في الطب عام 1924.
- 1970 - جمال عبد الناصر، رئيس مصر.
- 1978 - البابا يوحنا بولس الأول، بابا الكنيسة الرومانية الكاثوليكية.
- 1989 - فرديناند ماركوس، رئيس الفلبين.
- 2012 - أحمد رمزي، ممثل مصري.
- 2015 - حسن فتح الباب، شاعر وناقد أدبي مصري.
- 2016 - شمعون بيريز، رئيس إسرائيل الأسبق.
- 2019 - عبد العزيز الفغم، قائد عسكري سعودي.
- 2021 - الأميرة مليكة بنت محمد الخامس، أميرة علوية من الأسرة المالكة في المغرب.
- 2022 - أحمد الشيبة، عازف عود يمني.

## أعياد ومناسبات
- اليوم العالمي لداء الكلب.
- يوم المعلم في تايوان والفلبين.

## وصلات خارجية
- وكالة الأنباء القطريَّة: حدث في مثل هذا اليوم.
- النيويورك تايمز: حدث في مثل هذا اليوم.
- BBC: حدث في مثل هذا اليوم.